# سن خوآکین
سن خوآکین (به اسپانیایی: San Joaquín) یک شهرستان در شیلی است که در استان سانتیاگو واقع شده‌است. سن خوآکین ۹٫۷ کیلومتر مربع مساحت و ۹۷٬۶۲۵ نفر جمعیت دارد.